# Hans Jürgen Krahl
Hans-Jürgen Krahl (Sarstedt, 17 gennaio 1943 – Marburgo, 13 febbraio 1970) è stato un filosofo e politico tedesco.
Fu uno dei più grandi teorici del Sessantotto europeo, impegnato nell'analisi dei meccanismi ideologici oltre che economici del capitalismo maturo.
Morì giovanissimo, in un incidente d'auto, all'inizio del 1970. Le sue opere furono pubblicate in gran parte postume.

## Studi e formazione
Hans-Jürgen Krahl viene ferito in un bombardamento alleato nel 1945 e perde un occhio. 
Giovanissimo, nel 1961, milita nel movimento giovanile della CDU. Diplomato in un liceo umanistico di Hannover, si iscrive nel 1963 all'Università di Gottinga, dove segue corsi di letteratura tedesca, filosofia, storia e matematica. 
A partire dal 1964 si trasferisce a Francoforte, per seguire i corsi dell'Institut für Sozialforschung (Istituto per la ricerca sociale), cioè della cosiddetta Scuola di Francoforte. Qui si iscrive alla SDS (Sozialistischer deutscher Studentenbund, Lega tedesca degli studenti socialisti) della cui ala antiautoritaria fu uno dei principali esponenti alla fine degli anni '60. Alla testa di questa organizzazione fu tra gli ispiratori (insieme a Rudi Dutschke) del Sessantotto tedesco.

## Posizioni filosofiche
Fu allievo di Theodor Adorno, con l'appoggio del quale elaborò la sua tesi di laurea su Le leggi naturali dello sviluppo capitalistico in Marx. Dal suo maestro trasse numerosi concetti-chiave della cosiddetta Teoria critica, scrisse importanti saggi filosofici e politici.
Nelle sue opere sviluppò la "tesi dell'intellighenzia tecnico-scientifica", con la quale descrive e motiva la centralità che il lavoro immateriale e la produzione intellettuale di massa hanno assunto nelle società capitalistiche avanzate. Con queste analisi, Krahl prosegue una linea di pensiero già viva all'interno della scuola di Francoforte e anticipa le analisi che, negli anni seguenti, condussero molti militanti e pensatori di sinistra a considerare non più attuale il ruolo rivoluzionario della classe operaia di fabbrica.

## Attività di dirigente politico
Il confronto con il suo maestro Adorno è segnato da risvolti personali quanto simbolici. Ritenendo che gli studenti guidati da Krahl volessero occupare la sede dell'Istituto per la ricerca sociale, Adorno racconta di aver preso un gesso e di aver scritto sul muro: "I lupi ululano intorno a questo kraal", con un gioco di parole tra il nome del leader studentesco e i kraal, i recinti che in Sudafrica difendono le greggi dagli animali feroci. In seguito Adorno chiamò la polizia che sgombrò gli studenti e arrestò 76 di essi, tra cui anche Krahl, l'allievo prediletto e ripudiato. In quest'occasione Krahl subisce il suo primo processo.
Quando Dutschke fu gravemente ferito da un attentatore filonazista, Krahl ne ereditò il ruolo di capo carismatico del movimento. La sua conduzione della SDS, a differenza di quella di Dutschke, tendeva a farne, più che un'organizzazione di diretta militanza politica, il "luogo di produzione teorica del proletariato". 
Nei confronti della Primavera di Praga il suo atteggiamento fu molto fermo.
Da una parte, come Dutschke, apprezzava quel tentativo di rifondare il socialismo fuori dalle costrizioni autoritarie dello stalinismo, dall'altra imputava ai dirigenti praghesi di essere scarsamente radicali. Dopo l'invasione sovietica della fine di agosto, scrisse "la controrivoluzione sovietica ha provvisoriamente e violentemente chiuso la possibilità, sia pure contraddittoria, di proseguire la lotta rivoluzionaria di liberazione sul terreno stesso del campo socialista europeo".
Nel corso del 1969 è vittima di numerosi attacchi sia da parte degli intellettuali un tempo "di sinistra" che della magistratura, che nell'ottobre lo processa e alla vigilia di Natale lo condanna a un anno e nove mesi di detenzione per manifestazioni contro la Guerra del Vietnam.

## La morte e l'eredità politico-ideale
Nel febbraio 1970 muore giovanissimo, a soli 27 anni, in un incidente d'auto.
L'anno successivo fu pubblicato il volume che raccoglie tutti i suoi scritti: Konstitution und Klassenkampf (Costituzione e lotta di classe).
Subito dopo la sua morte la SDS entrò in una profonda crisi che portò al suo autoscioglimento nel marzo 1970.
Molto viva fu la sua postuma influenza sul Movimento del '77, e i suoi scritti furono un punto di riferimento per quella generazione di militanti.